# Pontianak
Pontianak är en stad på västra Borneo i Indonesien. Den är administrativ huvudort för provinsen Kalimantan Barat och har cirka 650 000 invånare. Pontianak är belägen vid ekvatorn och har ett monument uppfört på grund av detta i stadens norra delar.